# Haplusia funebris
Haplusia funebris är en tvåvingeart som beskrevs av Plakidas 2007. Haplusia funebris ingår i släktet Haplusia och familjen gallmyggor.
Artens utbredningsområde är Pennsylvania. Inga underarter finns listade i Catalogue of Life.